# Il bravo
Il bravo es una ópera en tres actos del compositor italiano Saverio Mercadante, con libreto en italiano de Gaetano Rossi y Marco Marcelliano Marcello, basado en la novela The Bravo de James Fenimore Cooper y en la adaptación teatral que de ella hizo Auguste Anicet-Bourgeois, titulada La Vénitienne. Fue estrenada en el Teatro de La Scala de Milán el 9 de marzo de 1839..

## Historia
Tras su paso por París para estrenar I briganti, Mercadante se propuso revolucionar el mundo de la ópera italiana. En la capital francesa había entrado en contacto con nuevas formas teatrales (Victor Hugo) y operísticas (Giacomo Meyerbeer), y buscó aplicarlas a sus nuevas óperas al buscar la alternancia entre grandes coros monumentales y números solistas que acentuaban así la tensión dramática, además de cuidar la orquestación. De las óperas que forman parte de esta revolución, Il bravo es el punto culminante.
La novela de James Fenimoore Cooper ya había sido llevada anteriormente a la ópera, en Il bravo de Marco Aurelio Marliani, estrenada en París en 1834. El libreto fue encargado inicialmente a Antonio Bindocci, pero por razones desconocidas terminó siendo confiado a Gaetano Rossi, quien, estando enfermo y no pudiendo terminar el trabajo en el tiempo estipulado, tuvo que solicitar la ayuda de Marco Marcelliano Marcello.
La ópera fue un gran éxito en su estreno, dándose 40 funciones. Ya en 1840 la ópera se estrena en las principales ciudades italianas, como Roma, Nápoles Trieste, Venecia o Verona, llegando en 1841 a Florencia y Palermo, en 1842 a Génova, en 1844 a Bérgamo, en 1847 a Parma y en 1856 a Turín, tenoendo lugar las últimas representaciones en 1893. Fuera de Italia, se representó en 1841 en Viena, Lisboa y Barcelona (siendo representada posteriormente en el Liceu en 1847 y en 1869), Malta en 1842, Ámsterdam en 1845, París y Río de Janeiro en 1853, Estambul y Buenos Aires en 1854 y San Petersburgo en 1856, además de presentarse traducida al alemán en Berlín en 1840 y traducida al polaco en Varsovia en 1853.
En épocas recientes, se ha representado ocasionalmente: en Roma en 1976, en 1990 en el festival de Martina Franca y en el Festival de Wexford en 2018.

## Personajes
| Personaje | Voz      | Elenco del estreno Director de orquesta: Eugenio Cavallini |
| --- | -------- | ---------------------------------------------------------- |
| Foscari (patricio) | barítono | Pietro Balzar                                              |
| Capello (patricio) | tenor    | Antonio Benciolini                                         |
| Pisani (patricio exiliado) | tenor    | Andrea Castellan                                           |
| Il Bravo | tenor    | Domenico Donzelli                                          |
| Teodora | soprano  | Sofia Schoberlechner                                       |
| Violetta | soprano  | Eugenia Tadolini                                           |
| Michellina (camarera de Teodora) | soprano  | Angiolina Villa                                            |
| Marco (gondolero de Teodora) | bajo     | Eutimio Polonini                                           |
| Luigi (sirviente de Foscari) | bajo     | Giovanni Quattrini                                         |
| Mensajero | tenor    | Napoleone Marconi                                          |
| Dux, Senadores, Caballeros de la estrella de oro, Consejeros, patricios, gentilhombres, damas, ciudadanos, artesanos, gondoleros, guardia nocturna, militares, pajes y escuderos del Dux, sirvientes de Teodora |          |                                                            |

## Argumento
La acción tiene lugar en Venecia en el siglo XVI.
Acto I
Plaza interna, con canal al fondo
Un grupo de hombres acuden al encuentro de Foscari, quien les promete una buena recompensa a cambio de que cumplan lo que les ordene, pese a que el Bravo (un sicario) se ha negado a servirle en esta ocasión. Foscari cuenta que ya no ama a Teodora, sino a una joven que le ha hecho olvidar el pasado (aria: Della vita nel sentiero). En el palacio Maffei se escucha cantar a una voz femenina: es la mujer por la que suspira Foscari, y a quien pretende raptar. 
Interior de la casa del Bravo
El Bravo, sólo en casa, se quita su máscara  y añora sus tiempos felices del pasado (aria: All'ettà dell'innocenza). Aparece entonces Pisani, que fue desterrado de Venecia, pidiéndole asilo; tras ciertas dudas, el Bravo se lo concede y se interesa por el motivo de su retorno. Pisani le cuenta que, estando en Génova, se enamoró de una mujer, que ahora está en Venecia. Pisani, que no conoce la identidad de su interlocutor, busca la ayuda del Bravo, pero este se la niega, diciendo que amenazarle no tiene sentido, ya que no tiene progenitores y mató a su propia esposa. Finalmente, le confiesa su identidad, lo que aterra a Pisani, que le pide que le preste su puñal dos días. El Bravo le insta a que vuelva a abandonar la ciudad y no haga tonterías, pero las súplicas de Pisani le hacen ceder finalmente, y le entrega su puñal y su máscara. 
Piazza San Marco
El pueblo está de celebración. El Bravo disfruta de su libertad al pasearse de incógnito cuando de pronto se encuentra con Foscari y se enfrenta a él. Foscari no lo reconoce, así que el Bravo se hace pasar por un adivinador que le pronostica su desastre, lo que asusta a Foscari. Llega entonces el pueblo exigiendo al Dux justicia, ya que el cuerpo de Maffeo ahaparecido flotando, y la joven a la que cuidaba como hija vaga ahora desesperadamente por las calles. La joven, Violetta, llega implorando protección: el Bravo 8que sigue de incógnito) y Foscari se la ofrecen al mismo tiempo, pero la joven rechaza a Foscari y el Bravo se enfrenta a él. 
Acto II
Gabinete en el palacio de Teodora
Teodora está desesperada por llevar dos días sin noticias. Michelina le informa que Maffeo fue asesinado, y la joven a la que cuidaba ha sido adoptada por otro. Teodora confiesa entonces que esa joven es su hija, y pide que vayan en busca del Bravo. Una vez sola, implora al cielo que le devuelva a su hija (aria: Tu che d'un guardo penetri). Llega entonces Pisani, vestido como el Bravo; Teodora le pide su ayuda para encontrar a su hija. Al escuchar que su nombre es Violetta, Pisani se da cuenta de quién es y obtiene la promesa de una gran recompensa antes de partir en su busca. 
Habitación en casa del Bravo
El Bravo cuida de Violetta, pero se muestra desconsolado, y finalmente cuenta su historia: el consejo de los 10 los detuvo a él y a su padre, y pese a las pruebas a su favor, los condenó: a él al exilio y a su padre a muerte, pero le ofrecieron salvar su vida si se convertía en un oculto asesino a sueldo (aria: Tranquillo, beato, d'un'alma, d'un core). Pero, con la esperanza de poder volver a ver a su padre, parte. Violetta, sola, envidia la suerte del Bravo de poder abrazar a su padre, ya que ella no tiene a quién amar, y suspira por sus pasados días felices (aria: Figlio infelice, almeno). Llega entonces Pisani, y ambos amantes se abrazan. Él entonces le confiesa que es un proscrito y que su vida corre peligro. Pisani le enseña el anillo de Teodora; Violetta piensa que ella es su benefactora, pero Pisani le dice que en realidad es su madre y se propone llevarla junto a ella. Llega entonces el Bravo, y al enterarse de la intención de Pisani se niega por el rencor que siente hacia ella, pero finalmente acepta ser él mismo quien la lleve al día siguiente a donde Teodora. 
Sala del palacio de Teodora
Se celebra una fiesta, pero Teodora es incapaz de mostrarse feliz pensando en su hija. Llega entonces el bravo, vestido de griego, acompañando a Violetta, y la presenta ante todos como hija de Teodora, para humillarla. Teodora entonces finaliza la fiesta y se enfrenta al Bravo para que Violetta se quede con ella, mientras Foscari, que ya ha cometido un crimen para conseguir a la joven, planea cometer todos los que sea necesario para satisfacer sus fines. Los asistentes, ultrajados, piden castigar a Teodora, aunque el Bravo se pone de su parte. Viendo la situación sin salida, Teodora sale huyendo y quema su propio palacio.
Acto III
Gabinete en el palacio de Teodora
Teodora está dispuesta a abandonar todo y cedérselo a su hija. Cuando llega Violetta, le confiesa que fue fascinada por las riquezas y el lujo, y que ha sido sólo al verle a ella tan fiel hija que ha querido volver al buen camino. Llega el Bravo para llevársela, y entonces Teodora le confiesa que él es el padre. Cuando los tres se reconcilian llega Pisani, que exige como pago a Teodora que le entregue a Violetta, a lo que ella se niega, aunque juró darle lo que él quisiera; la joven se debate entre su amor y su madre. Pisani promete regresar más tarde. 
Monasterio remoto en el barrio del Castello
Los guardias comentan que el Bravo ha acusado al patricio Foscari y que éste le ha desterrado. El Bravo aparece para buscar a Teodora y Violetta, instándoles a que suban a la barca de Marco para huir. En ese momento aparece Pisani, que estaba escondido, y le devuelve el puñal y la máscara y le entrega una carta. Pisani va a huir con ellos y confiesa que Violetta y él se aman, y el Bravo se muestra satisfecho, ya que confía en él. El Bravo, en cambio, no puede huir, y lee la carta que Pisani le ha entregado y que contiene las órdenes de Foscari: tiene que matar a Teodora si quiere salvar a su padre. Le enseña la carta a Teodora y le promete que no le va a hacer nada, pero ella, sabiendo lo que eso significa, se apuñala para salvar al padre del Bravo. En ese momento llega un mensajero que le dice que es libre: su padre ha muerto.

## Estructura
- Sinfonia

Acto I
- N. 1 - Introducción Steso ha già propizia notte (Coro, Luigi)
- N. 2 - Cavatina Della vita nel sentiero (Foscari, Luigi, Coro)
- N. 3 - Cavatina All'età dell'innocenza (Bravo)
- N. 4 - Dueto Ancor giovine e proscritto (Bravo y Pisani)
- N. 5 - Coro Viva la doge!
- N. 6 - Dueto Io studio gli astri in cielo (Bravo y Foscari)
- N. 7 - Finale I Sì giustizia, tremenda vendetta (Coro, Michelina, Marco, Cappello, Foscari, Bravo, Violetta, Pisani)

Acto II
- N. 8 - Cavatina Tu che d'un guardo penetri (Teodora, Pisani)
- N. 9a - Aria Tranquillo, beato, d'un'alma, d'un core (Bravo, Violetta)
- N. 9b - Aria Figlio infelice, almeno (Violetta)
- N. 9c - Dueto Ella? M'inganno! (Pisani y Violetta)
- N. 10 - Finale II Viva, viva la fata, l'Armida (Coro, Teodora, Foscari, Cappello, Violetta, Bravo, Michelina, Marco)

Acto III
- N. 11a - Dueto Nell'orror trascinata (Teodora y Violetta)
- N. 11b - Cuarteto E lo chiedi?... Cessa...cessa (Teodora, Bravo, Violetta, Pisani)
- N. 12 - Coro Segreti, quai spettri tacenti
- N. 13 - Finale III Siete sposi! Infausti auspici! (Bravo, Teodora, Pisani, Violetta, Mensajero)

## Discografía
| Año  | Reparto (Violetta, Teodora, Bravo, Pisani, Foscari)                                   | Director de Orquesta | Sello discográfico |
| ---- | ------------------------------------------------------------------------------------- | -------------------- | ------------------ |
| 1976 | Miwako Matsumoto, Maria Parazzini, William Johns, Antonio Savastano, Paolo Washington | Gabriele Ferro       | Fonit Cetra        |
| 1990 | Janet Perry, Adelisa Tabiadon, Dino di Domenico, Sergio Bertocchi, Stefano Antonucci  | Bruno Aprea          | Nuova Era          |